# Petit Maghreb
Petit Maghreb è un quartiere situato nell'arrondissement di Villeray-Saint-Michel-Parc-Extension a Montréal, in Québec, in Canada. Incentrato sulla Rue Jean-Talon, tra Boulevard Saint-Michel a ovest e Boulevard Pie-IX a est, si distingue per via della notevole concentrazione di esercizi commerciali gestiti da membri della locale comunità di origine maghrebina.

## Storia
Verso la fine degli anni 1960 e l'inizio degli anni 1970 i primi commercianti maghrebini erano dispersi ad Avenue Van Horne nel distretto di Côte-des-Neiges per soddisfare la domanda e le esigenze degli studenti provenienti dal Maghreb sulla avenue du Parc nel quartiere di Rosemont e nel quartiere di Saint-Michel. Poiché questa classe di commercianti era molto mobile, quelli di Côte-des-Neigiens si trasferirono a Mile End e quindi su Rue Jean-Talon nel distretto di Saint-Michel. Quest'area di Saint-Michel era ai tempi un'estensione della Petite Italie.
Negli anni 1990 condizioni vantaggiose nel mercato immobiliare e l'incremento dell'immigrazione dal Maghreb portarono a un aumento delle attività commerciali tra la comunità. In contemporanea, molti esercizi commerciali italiani e portoghesi nella zona cominciarono a chiudere o a trasferirsi. Tuttavia, questo spazio urbano conservava ancora il suo carattere italiano. Nel 1997 fu fondato il primo caffè tunisino, Cocktail Arabes, seguito da una macelleria e da un Call Shop. Dal 1998 al 2004 sulla Rue Jean-Talon ci fu un fenomeno di rapido sviluppo delle attività commerciali nel quartiere. Questo periodo fu accompagnato da una diversificazione dei negozi locali per soddisfare la clientela maghrebina. Tra il 2005 e il 2010 l'immigrazione dal Maghreb era mediamente più istruita e più variegata. Il quartiere diventò un punto di riferimento per la vita sociale della comunità maghrebina a Montréal. Tra i caffè tunisini sorti in questi anni si citano Café Carthage sulla Rue Bélanger e Café Sidi Bou Saïd sulla Rue Jean-Talon. Furono inaugurate inoltre numerose istituzioni comunitarie.

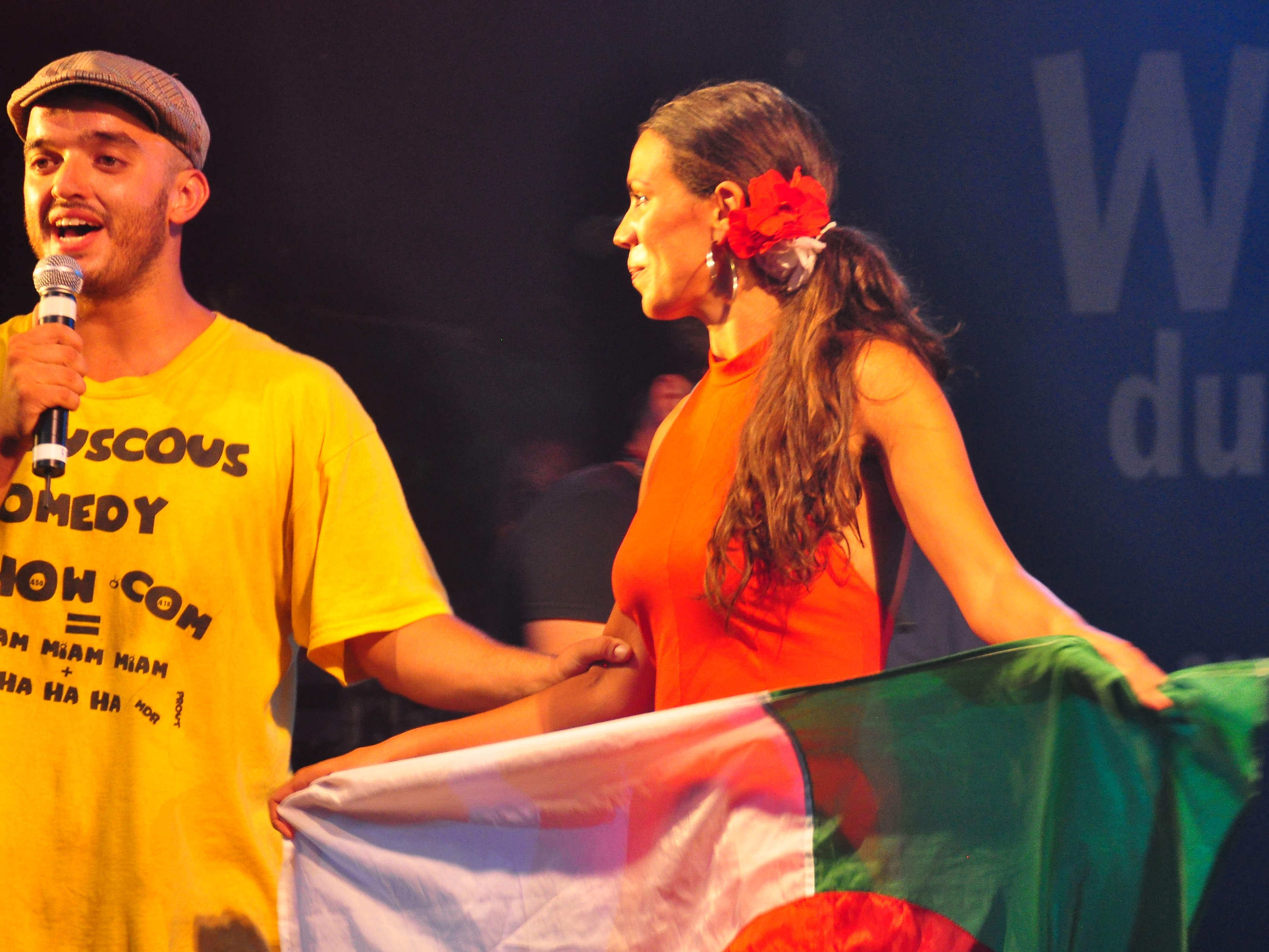
Evento organizzato dalla comunità locale per celebrare il cinquantesimo anniversario dell'indipendenza dell'Algeria

Nel novembre del 2005 in una trasmissione del programma radiofonico Taxi Maghreb, in seguito alle richieste dei commercianti maghrebini, Anie Samson, candidata al consiglio comunale, si impegnò a far riconoscere l'identità peculiaria del quartiere in modo paragonabile a Petite Italie e a Chinatown. Nel 2009 il quartiere fu riconosciuto dalla città di Montréal, che sovvenzionò l'Association du Petit Maghreb per riqualificarne lo spazio urbano. Petit Maghreb fu il primo quartiere in America settentrionale ad essere espressamente riconosciuto come maghrebino. Nel 2010 la nazionale di calcio algerina si qualificò per la Coppa del Mondo per la prima volta in ventotto anni. Per l'occasione si era qualificata anche la nazionale marocchina. Per questi motivi e grazie all'attenzione dei media quasi 7000 persone si riversarono nel quartiere. Da allora Petit Maghreb è diventato il punto di riferimento territoriale per qualsiasi evento sportivo che coinvolga la nazionale marocchina o algerina.

## Cultura
Tra i principali tipi di attività commerciale diffuse a Petit Maghreb si contano numerose macellerie halal, pasticcerie, caffè, panetterie e negozi alimentari. Pur essendo il quartiere solitamente frequentato da immigrati anziani di prima generazione, grazie ai numerosi eventi sportivi e culturali il quartiere è ringiovanito. In occasione di questi eventi, infatti, numerosi giovani maghrebini di seconda generazione che sono cresciuti in Québec, affollano i negozi e i caffè del quartiere per assistere alle partite di calcio e per festeggiare per le strade. Saint-Jean Baptiste e il Souk sono eventi che attraggono numerosi membri della comunità maghrebina e non, da tutta Montréal. Questi eventi da soli sono stati in grado di attirare folle tra le 7000 e le 10000 persone.